# Delia atrifrons
Delia atrifrons är en tvåvingeart som beskrevs av Fan 1982. Delia atrifrons ingår i släktet Delia och familjen blomsterflugor. Inga underarter finns listade i Catalogue of Life.